# SN 2007dp
SN 2007dp – supernowa typu II odkryta 27 kwietnia 2007 roku w galaktyce A151836+0951. W momencie odkrycia miała maksymalną jasność 18,50m.